# Sessa Cilento
Sessa Cilento è un comune italiano di 1 128 abitanti della provincia di Salerno in Campania.

## Geografia fisica

### Territorio
- Classificazione sismica: zona 3 (sismicità bassa), Ordinanza PCM. 3274 del 20/03/2003.

## Storia
Dal 1811 al 1860 ha fatto parte del circondario di Pollica, appartenente al Distretto di Vallo del Regno delle Due Sicilie.
Dal 1860 al 1927, durante il Regno d'Italia ha fatto parte del mandamento di Pollica, appartenente al Circondario di Vallo della Lucania.

## Monumenti e luoghi d'interesse

### Architetture civili
- Palazzo "Botti", Palazzo "Coccoli", Palazzo "Giordano", Piazza "Pompeo Lebano" (Sessa Cilento)
- Palazzo "Coppola" (Valle Cilento)
- Palazzo "Del Giudice" (San Mango Cilento)

## = Architetture di interesse storico
- Valle dei Mulini (San Mango Cilento)
- Ruderi della Chiesa di Santa Maria degli Eremiti (San Mango Cilento)
- Santuario della Madonna del Monte della Stella (Sessa Cilento)

### Architetture religiose
- Chiesa di Santo Stefano protomartire
- Chiesa di Santa Maria degli eremiti
- Chiesa di San Nicola di Bari
- Chiesa dei Santi Pietro e Paolo
- Chiesa di Maria Santissima Assunta al cimitero

Numerose sono anche le cappelle presenti nelle strade del centro storico e nelle campagne:
- Cappella di Santa Lucia vergine e martire
- Cappella dell'Immacolata
- Cappella di San Donato vescovo
- Cappella della Santissima Trinità
- Cappella di San Rocco
- Cappella della Madonna del Carmine
- Cappella di Sant'Aniello abate
- Cappella di Sant'Agnese
- Cappella dei Ventimiglia

## Società

### Evoluzione demografica
Circa 600 abitanti risiedono nella frazione San Mango Cilento.
Abitanti censiti

## Cultura

### Musei
Sessa Cilento è la sede della Pinacoteca d’Arte Contemporanea Pietro Volpe che ospita il catalogo della donazione Volpe-Boschetti da cui la struttura museale ha mosso i primi passi.

## Infrastrutture e trasporti

### Strade
- Strada Provinciale 15 Innesto SR 267 (S. Pietro) - Innesto SR 267 (Acciaroli).
- Strada Provinciale 116 Innesto SS 18 (Omignano Scalo) - Innesto SP 15 (Sessa Cilento).
- Strada Provinciale 441 Innesto SP 15 (Mercato Cilento) - Casigliano di Sessa Cilento.

### Mobilità urbana
La mobilità è affidata, per i trasporti urbani, alla società Autolinee Giuliano sas aderente alla Società Consortile Salernitana Trasporti.

## Amministrazione

### Altre informazioni amministrative
Il territorio fa parte della Comunità montana Alento-Monte Stella, dell'Unione dei comuni Valle dell'Alento e dell' ASCOCI - Associazione dei Comuni Cilento Centrale.
Le competenze in materia di difesa del suolo sono delegate dalla Campania all'Autorità di bacino regionale Sinistra Sele.